# Tamas Sors
Tamás Sors (ur. 21 grudnia 1991 w Peczu) – węgierski niepełnosprawny pływak, mistrz paraolimpijski.
Na arenie międzynarodowej pojawił się w 2006 roku podczas mistrzostw świata rozgrywanych w Durbanie (Południowa Afryka) zdobywając od razu brązowy medal.
W 2008 roku osiągnął największy dotychczasowy sukces. Zdobył złoty medal podczas igrzysk paraolimpijskich w Pekinie. Zdobył go w konkurencji 100 metrów stylem motylkowym. W eliminacjach uzyskał wynik 59,38 sekund (nowy rekord świata). W sesji popołudniowej wynikiem 59,34 sekundy, co oznaczało poprawienie swojego porannego rekordu świata, i zdobycie złotego medalu. Na tych samych igrzyskach zdobył jeszcze dwa brązowe medale (na 100 i 400 metrów stylem dowolnym)
Rok 2009 był również udany. Najpierw zdobył 5 medali (4 złote i 1 srebrny) podczas mistrzostw europy rozgrywanych w Reykjavíku, a następnie 5 medali (1 złoty, 3 srebrne i 1 brązowy) podczas mistrzostw świata w Rio de Janeiro.
W 2012 roku podczas igrzysk paraolimpijskich w Londynie zdobył trzy medale: złoty na 100 m stylem motylkowym, srebrny na 400 m stylem dowolnym oraz brązowy na dystansie 100 m stylem dowolnym.